# Wilhelm Meendsen-Bohlken
Wilhelm Meendsen-Bohlken (Brake, 1897. június 25. – Köln, 1985. augusztus 20.) német tiszt. Az első és a második világháborúban is a haditengerészetben harcolt, elnyerte a Vaskereszt Lovagkeresztjét is.